# Philonicus limpidipennis
Philonicus limpidipennis är en tvåvingeart som först beskrevs av James Stewart Hine 1909.  Philonicus limpidipennis ingår i släktet Philonicus och familjen rovflugor. Inga underarter finns listade i Catalogue of Life.